# 船橋市立塚田小学校
船橋市立塚田小学校（ふなばししりつ つかだしょうがっこう）は、千葉県船橋市前貝塚町にある公立小学校。通称は「塚小」（つかしょう）。学校シンボルは銀杏の木であり、校庭の真ん中にある。2019年に学校創立130年を迎えた。

## 沿革
- 1889年（明治22年）10月 - 法典小学校から分離し、行傳寺本堂を仮教場として開校。
- 1896年（明治29年）5月 - 行傳寺東側に木造平屋建ての校舎を建設。
- 1928年（昭和3年） - 現在地（船橋市前貝塚町600番地）に移転。
- 1937年（昭和12年）12月 - 法典小学校と統合、船橋市立法田尋常高等小学校の第２校舎となる。
- 1941年（昭和16年）4月 - 船橋市立法田国民学校と改称。
- 1945年（昭和20年）4月 - 法典小学校を分離し、塚田国民学校となる。
- 1947年（昭和22年）4月 - 文部省令より、船橋市立塚田小学校と改称。
- 1954年（昭和29年）5月 - 新校舎建設および校地拡大。
- 1959年（昭和34年）3月 - 校歌制定。
- 1972年（昭和47年）12月 - 鉄筋4階建校舎完成。
- 1976年（昭和51年）4月 - 行田東小学校、行田西小学校開校に伴い児童の－部が移籍。
- 2009年（平成21年）10月 - グラウンド120（第二グラウンド）完成。学校創立120周年を迎える。
- 2019年（令和元年）10月‐ 学校創立130年を迎える。

## 部活動
部活動は、合唱部と吹奏楽部がある。また、サッカー、野球、ソフトボールなどの学外のクラブチームが校庭を利用して活動している。
吹奏楽部は千葉県吹奏楽コンクールで金賞（および理事長賞）の受賞歴がある。
近年、船橋市市内の相撲大会にて団体・個人共に優勝を重ねている。相撲大会だけでなく、船橋市内の陸上大会等においても上位に入賞することが多く、子供たちの活躍が目立つ。

## 校訓
つよい子、かんがえる子、たすけあう子

## 交通
- 東武野田線塚田駅から徒歩10分

## 校歌
神原克重が作詞、館野信平が作曲した。
一
海のひかりの　はればれと
大空　高く　照りわたり
かがやき　わたる　このまどに
のぞみは　あふれ　夢たのし
二
岡にむれ立つ　無線塔
秀でて　天を　さすところ
世界の声を　ひびかせて
心よ胸よ　広々と
三
空の　はるかに　澄む富士を
朝夕ここに　ふりあおぎ
あくまで清く　すこやかに
伸びゆく　我ら　塚田校